# Seth Lundell
Seth Lundell (ur. 18 kwietnia 1892 w Uppsali, zm. 23 września 1966) – szwedzki mykolog.

## Życiorys
Seth Lundell był synem dyrektora browaru. W 1908 roku ukończył szkołę Karolinska Higher General Education w Örebro, w latach 1911–1913 pracował jako urzędnik na poczcie szwedzkiej. Podczas służby wojskowej Lundell cierpiał na gruźlicę. W okresie rekonwalescencji wiele spacerował po lesie i wówczas zainteresował się grzybami. Po kontakcie z mykologiem Larsem Romellem zaczął interesować się badaniami naukowymi grzybów. Poznał Carla Mörnera, który zachęcił go do dalszych studiów w dziedzinie mykologii. W latach 1929–1934 pracował w Muzeum Historii Naturalnej, gdzie zajmował się opracowywaniem kolekcji grzybów zmarłego Larsa Romella. Dzięki kontaktowi z Johnem Axelem Nannfeldtem w 1939 r. Lundell otrzymał zatrudnienie w Muzeum Botanicznym Uniwersytetu w Uppsali. Rozwiązało to jego trudną sytuację finansową, a jednocześnie umożliwiło mu dostęp do zbiorów grzybów i dalszych badań nad nimi. Nie posiadał wykształcenia akademickiego, ale po pracy Fungi exsiccati Suecici stał się znany na arenie międzynarodowej. Lundell zaproponował opracowanie zbioru grzybów Eliasa Friesa. Pomysł Lundella został w końcu zrealizowany w 1934 r. Przy wsparciu Komitetu Eliasa Friesa i we współpracy z Johnem Axelem Nannfeldtem pracował nad tym aż do śmierci. W związku z pracą Lundell opisał nowe gatunki grzybów. W 1943 r. został asystentem w Muzeum Botanicznym Uniwersytetu w Uppsali, a w latach 1946–1960 kustoszem. W 1942 r. został doktorem honoris causa filozofii na Uniwersytecie w Uppsali.
W nazwach naukowych utworzonych przez niego taksonów dodawane jest jego nazwisko S. Lundell. 

## Publikacje
- Lowe, J.L.; Lundell, S. (1956). The identity of Polyporus trabeus Rostk. Papers from the Michigan Academy of Science, Arts and Letters 41: 21-25, 3 figs.
- Lundell, S.; Nannfeldt, J.A. (1958). Fungi Exsiccati Sueciae Praesertim Upsalienses. Fascs 51, 52. Uppsala; Institute of Systematic Botany.
- Lundell, S.; Nannfeldt, J.A. (1936). Fungi Exsiccati Suecici, Praesertim Upsalensis. 201-300
- Lundell, S.; Nannfeldt, J.A. (1943). Fungi Exsiccati Suecici, Praesertim Upsalienses Fascs 25-26
- Lundell, S.; Nannfeldt, J.A. (1946). Fungi Exsiccati Suecici, Praesertim Upsalienses Fascs 27-28
- Lundell, S.; Nannfeldt, J.A. (1947). Fungi Exsiccati Suecici, Praesertim Upsalienses Fascs 29-30
- Lundell, S.; Nannfeldt, J.A. (1947). Fungi Exsiccati Suecici, Praesertim Upsalienses Fascs 31-32: 35 pp. [nos 1501-1600]
- Lundell, S.; Nannfeldt, J.A. (1948). Fungi Exsiccati Suecici, Praesertim Upsalienses Fascs 33-34: 36 pp. [nos 1601-1700]
- Lundell, S.; Nannfeldt, J.A. (1949). Fungi Exsiccati Suecici, Praesertim Upsalienses Fascs 35-36: 45 pp. [nos 1701-1800]
- Lundell, S.; Nannfeldt, J.A. (1950). Fungi Exsiccati Suecici, Praesertim Upsalienses Fascs 37-38: 46 pp. [nos 1801-1900]
- Lundell, S.; Nannfeldt, J.A.; Holm, L. (1985). Fungi Exsiccati Suecici, praesertim Upsalienses. Fascicle LXV (nos 3201-3250). Publications from the Herbarium, University of Uppsala, Sweden 17: 18
- Lundell, S.; Nannfeldt, J.A.; Holm, L. (1985). Fungi Exsiccati Suecici, praesertim Upsaliensis. Fasc. LXVI (nos 3251-3300). Publications from the Herbarium, University of Uppsala, Sweden 18: 17

Na podstawie Cybertruffe.